# ジャンクスリープ
ジャンクスリープ（Junk Sleep）とは、テレビや音楽をつけっぱなしで寝ることで、十分な睡眠が取れない現象。

## 原因
睡眠中に外部から音、光などの刺激が脳に伝わり、脳が十分に休息できない。

## 影響
これにより十分な睡眠が取れない。